# مهربابا
مهربابا (۲۵ فوریه ۱۸۹۴–۳۱ ژانویه ۱۹۶۹ م) در شهر پونه در هندوستان در یک خانواده زرتشتی از ایرانیان هند به دنیا آمد. نام او مهربان شهریار ایرانی بود. مهربابا یکی از مدعیان تجسم خدا بود که در سال ۱۹۵۴ میلادی در یک اعلان عمومی بیان داشت که من اوتار زمان هستم. اوتار یا آواتار از جمله مفاهیم آیین هندو است و به معنای حلول خداوند در قالب انسانی و تجسم عامل الهی می‌باشد.

## دوره جوانی
مهربابا از ایرانیان هند بود. در خانواده ای زرتشتی به دنیا آمد. پدرش زرتشتی بود؛ پیش از اقامت در پونا سال‌ها به دنبال تجارب معنوی بود. نام او مروان شریار ایرانی و فرزند دوم شریار ماندگار ایرانی بود. مهربابا دوران کودکی و نوجوانی معمولی و عادی را سپری کرد و هیچ تمایل ویژه‌ای به عوالم روحانی از او دیده نمی‌شد. او خود می‌گفت که همیشه پوششی آواتار را در خود گرفته‌است و این حجاب تنها وقتی برداشته می‌شود که زمان آن فرا رسیده باشد.
در سن ۱۹ سالگی وقتی در سال دوم کالج درس می‌خواند. همکلاسی‌هایش او را با نام مستعار «الکتریسیته» می‌خواندند. زمانی که جوان بود باشگاه جهان بینی را که مختص آگاهی بود احداث کرد که هزینه‌های آن به وسیلهٔ کمک‌های اهدایی و گاهی شرط‌بندی فراهم می‌شد، از جمله شرط‌بندی در مسابقه اسب سواری.
او صدای بسیار عالی داشت و نوازنده چندین ساز و نیز شاعر بود. به چندین زبان مسلط بود، و علاقه ویژه‌ای به شعر حافظ، شکسپیر و شلی داشت. پس از ملاقات با یک استاد معنوی مسلمان به نام حضرت بابا جان باباجان دچار تحول شد. وقتی این زن مرشد مسلمان پیشانی او را بوسید. تجربیات شهودی و اسراری پس از این مواجهه باعث شد که مهربابا دست از فعالیت‌های روزمره بردارد. در ماه‌های بعد او با ۴ مرشد کامل دیگر که همراه با باباجان ۵ مرشد کامل نامیده می‌شوند در ارتباط قرار گرفت. او به مدت هفت سال تحت تعلیمات روحانی در پیش یکی از آن‌ها به نام اوپاسنی ماهاراج بود. اوپسانی به او کمک کرد که تجربیات اسراری خود را با هوشیاری طبیعی‌اش ادغام کند به‌طوری‌که بتواند در دنیای مادی به زندگی ادامه دهد بدون این‌که تجربیات خود از خدا را از دست بدهد.
در سال ۱۹۲۲ میلادی مهربابا و مریدانش «منزل میم» (منزل استاد) را در بمبئی بنا نهاد. در آنجا مهربابا شروع به تعلیمات سخت و جدی مریدانش پرداخت. یک سال بعد مهربابا و مندلی‌هایش (مریدانش) به مکانی در ۷ کیلومتری خارج از شهر احمدنگر در ایالت ماهاراشترای هند و ۲۱۰ کیلومتری بمبئی نقل مکان کرد که مهربابا آنجا را «مهرآباد» نامید.
در سال ۱۹۲۴ این مکان به اشرام مهربابا که مرکز کارش بود تبدیل شد. در آنجا مهربابا مدرسه‌ای را ایجاد نمود که نامش پرم اشرام (مدرسه عشق) بود. این مدرسه رایگان و آزاد برای کلیه مذاهب و ادیان بود و در آنجا دانش‌آموزانی از دورترین نقاط هند و ایران مشغول به تحصیل بودند.
پیش از شروع کار جهانی، نام مهربابا که به معنی پدر مهربان می‌باشد توسط نخستین پیروانشان به او داده شد.
مهربابا دوره‌های طولانی را به عنوان اعتکاف اغلب در روزه پشت سر گذاشت. او زمانی طولانی را در سفرهای مغرب و مشرق زمین، گردهمایی‌های عمومی، امور خیرخواهانه از آن جمله کار با جذامی‌ها و فقرا و بیماران روانی و همچنین کار با رهروان صرف کرد. اولین ملاقات از ملاقات‌های متعدد او به مغرب زمین در سال ۱۹۳۱ در جمع زیادی از پیروانش بود. بیشتر زمان او در دهه ۱۹۴۰ صرف کار با کسانی شد که مهربابا آنان را مست الهی می‌نامید. در سال ۱۹۴۹ مهربابا به همراه مندلی‌ها و شماری از مریدانش که تمایل زیادی به همراهی با مهربابا داشتند، مسافرت‌هایی را به صورت ناشناس در هند آغاز کرد. مهربابا این دوران را زندگی جدید نامید. در ۱۰ فوریه ۱۹۵۴ مهربابا اعلام کرد که اوتار (تجسم خدا، یا خدا در شکل انسانی) است.

## سکوت
مهربابا بیش از ۴۳ سال و نیم از ۱۰ ژوئیه ۱۹۲۵ میلادی تا پایان زندگی در ۳۱ ژانویه ۱۹۶۹ م سکوت اختیار کرد. در این دوران او برای برقراری ارتباط با دیگران نخست مطالب خود را می‌نوشت پس از مدتی این شیوه را رها کرد و به وسیله یک تخته الفبا و با اشارهٔ انگشتان به حروف، مطالب خود را دیکته می‌کرد. پس از مدتی این شیوه را نیز رها کرد و به وسیله حرکات ویژه دست با دیگران ارتباط برقرار می‌نمودند. مهربابا گفته‌است که سکوت او به عنوان یک تمرین معنوی نبوده‌است بلکه صرفاً در ارتباط با کار جهانی وی بوده‌است. ناتوانی انسان در زندگی کردن بر اساس سخنان خداوند، تعالیم آواتار را بیهوده نشان می‌دهد. به جای عمل کردن به رحم و شفقتی که او آموزش داده بود، انسان به نام او جنگ‌ها برپا کرده‌است. به جای زندگی متواضع، خلوص و حقیقت کلام، انسان راه نفرت، طمع و خشونت را انتخاب کرده‌است. از آنجا که انسان نسبت به اصول و احکامی که توسط خداوند در گذشته مقرر شده‌است ناشنوا بوده‌است، در این شکل فعلی تجسم روح خدا، من سکوت می‌کنم. مهربابا اغلب از لحظه‌ای سخن می‌گفت که او سکوتش را با حرف زدن با قلب دیگران می‌شکند و همه موجودات زنده را به سوی تجربه‌ای معنوی سوق می‌دهد. هنگامی که سکوت خود را بشکنم، تأثیر عشق من جهانی خواهد شد و همه موجودات در جهان آن را درک خواهند کرد، و از آن دریافت خواهند کرد. این عشق به هر فردی کمک خواهد کرد تا خود را از اسارت خویشتن آزاد کند. من آن معشوق الهی هستم که بیش از آنچه که شما می‌توانید خودتان را دوست داشته باشید شما را دوست دارم. شکستن سکوت من به شما کمک خواهد کرد تا خود واقعی‌اتان را بشناسید. مهربابا می‌گوید که شکستن سکوتش یک رویداد تعیین‌کننده در تکامل معنوی جهان خواهد بود. هنگامی که من آن کلمه را بگویم، بنیانی را برای آن پایه‌ریزی خواهم کرد که تا هفتصد سال پس از آن نیز ادامه خواهد داشت. در موارد بسیاری مهربابا قول داده بود که سکوتش را با یک کلمه شنیدنی قبل از مرگش خواهد شکست و اغلب زمان و مکانی خاص را برای وقوع این واقعه تعیین می‌کرد.تحقق نیافتن وعده او باعث ناامیدی برخی از پیروانش گردید، در حالی که عده‌ای دیگر آن را یک آزمون برای ایمانشان تلقی کردند. برخی از پیروان بر این باورند که «کلمه» وعده داده شده هنوز گفته نشده یا این‌که مهربابا سکوت خود را شکسته‌است اما در یک بُعد معنوی و نه بُعد فیزیکی اش با توجه به همه محاسبات معاصر، مهربابا تا زمان مرگش ساکت باقی ماند، اما پس از گذشت بیش از سی سال یکی از شاگردان نزدیک او به یاد آورد که مهربابا چند ساعت پیش از مرگش با او سخن گفته بود، اگر چه این خاطره محاسبات قبلی او را تکذیب می‌کند. دهم ژوئیه هر سال، بسیاری از پیروان بابا روز سکوت را به افتخار او جشن می‌گیرند.

## دهه ۳۰ میلادی

### نخستین تماس با غرب
در دهه ۳۰ میلادی، مهربابا یک دوره سفر جهانی گسترده را با سفرهای متعددی به اروپا و ایالات متحده آغاز کرد. در طول این دوره بود که او ارتباط خود را با نخستین گروه نزدیک از شاگردان غربی‌اش برقرار کرد. او با گذرنامه ایرانی سفر کرد چون او نوشتن و همچنین صحبت کردن را ترک کرده بود و بنابراین فرم‌های مورد نیاز دولت بریتانیای هند را امضا نکرد. در نخستین سفر خود به انگلستان در سال ۱۹۳۱ او با کشتی راجیوتانا سفر کرد که در عین حال حامل مهاتما گاندی برای شرکت در دومین کنفرانس لندن بود. بابا و گاندی سه جلسه داشتند، از جمله یکی که به مدت سه ساعت به طول انجامید.مطبوعات انگلیس این جلسات را برجسته کردند، اما دستیار گاندی گفت: "بهتر است تأکید کنید که گاندی هرگز از مهربابا کمک یا توصیه‌ای معنوی یا غیره نخواسته‌است. آسوشیتد پرس در مصاحبه‌ای که در سفر مهربابا با وی داشت از طرف وی سفر بابا را یک نوع جنگ مذهبی برای شکستن همه موانع مذهبی و نابود کردن ماتریالیسم آمریکایی و وحدت همه عقاید به یک عنصر مشترک عشق عنوان کرد. طبق نتیجه‌گیری این مقاله هدف بابا بازگرداندن هزاران آمریکایی از گناه بود. با معرفی بابا به عنوان مسیح این مقاله فهرستی از معجزات بابا را درج نمود و اظهار داشت وی فردی است که با حقیقت یگانه‌است و می‌تواند هر کاری را انجام دهد، اما این‌که معجزات به صرف به نمایش گذاشتن قدرت معنوی انجام می‌شوند را ضعف می‌دانست. اگر چه، توصیفی دیگر در مورد این مصاحبه می‌گوید که زمانی که از بابا در مورد معجزات منسوب به او پرسیده شد، او پاسخ داد: "تنها معجزه قابل انجام برای انسان کامل این است که دیگران را هم کامل کند. من می‌خواهم آمریکایی‌ها را متوجه این جایگاه نامحدودی کنم که خود من از آن لذت می‌برم. " بابا توسط مالکوم و ژان اشلوس به خلوتگاه مهرشرام در هارمون، نیویورک دعوت شد. مقاله مجله تایم در مورد این ملاقات اظهار داشت که اشلوس در نوشتارهای انگلیسی از ضمایر مربوط به او با حرف بزرگ انگلیسی یاد می‌کند (این کاری است که در متون مذهبی در اشاره به خداوند انجام می‌شود). همچنین بابا از سوی پیروان خود با نام‌های گوناگونی از جمله «مرد خدا»، «مسیح» یا «استاد کامل» توصیف شده‌است. در ۲۰ ماه مه سال ۱۹۳۲ مهربابا وارد نیویورک شد و بیانیه‌ای شامل هزار کلمه و تحت عنوان «پیامی به آمریکا» که توسط یکی از پیروانش به نام کوئنتین تاد شرح داده شده بود را به چاپ رسانید. در این بیانیه بابا خود را " منبع بی‌نهایت هر چیزی" اعلام کرد و قصد خود را از شکستن سکوتش اینطور اعلام کرد:"زمانی که من صحبت کنم، پیام اصلی من به جهان داده خواهد شد و مورد قبول قرار خواهد گرفت. هنگامی که از او در مورد وضعیت سیاسی هند و بریتانیا سؤال شد، هیچ توضیحی نداشت، اما پیروان او توضیح دادند که او به گاندی گفته بود که سیاست را رها کند. در غرب، مهربابا با شماری از مشاهیر و هنرمندان برجسته هالیوود از جمله گری کوپر، چارلز لاگتون، تالولا بنکهد، بوریس کارلوف، تام میکس، موریس شوالیه، ارنست لوبیچ و دیگران ملاقات کرد. در تاریخ ۱ ژوئن سال ۱۹۳۲ ماری پیکفورد و داگلاس فیربنکس جونیور، به افتخار بابا مهمانی‌ای را برگزار کردند که در آنجا بابا پیامی را مخاطب به هالیوود فرستاد. در نتیجه، مهربابا به عنوان "یکی از افراد محبوب یا الهام یافتگان در دهه ۳۰ میلادی ظاهر شد. در سال ۱۹۳۴، پس از اعلام کردن این که او سکوت خودخواسته خود را در هالیوود می‌شکند، بابا به‌طور ناگهانی برنامه‌اش را تغییر داد و بدون هیچ توضیحی به هنگ کنگ سفر کرد. آسوشیتد پرس گزارش داد که "بابا تصمیم گرفته‌است تا شکستن روزه سکوتش را تا فوریه بعدی به تعویق بیندازد زیرا شرایط هنوز آماده نیست." او در سال ۱۹۳۶ به انگلستان بازگشت و تا اوایل دهه ۵۰ میلادی به ایالات متحده بازنگشت. در اواخر دهه ۳۰ میلادی، مهربابا گروهی از زنان غربی را برای ملحق شدن به او در هند دعوت کرد، و یک سری از سفرها را در سراسر هند و سیلان (سریلانکا) تحت عنوان تورهای اتوبوس آبی ترتیب داد. هنگامی که آن‌ها به خانه بازگشتند بسیاری از روزنامه‌ها از این موقعیت سوءاستفاده کرده و آن را فرصتی برای رسوا نمودن بابا انگاشتند. چهار سال پیش از آن در ۱۹۳۶، مجله تایمز در نقد «خداوند ماجراجویی من است» شیفتگی آمریکا نسبت به فردی با موهای بلند و سبیل ابریشمی و پارسی و با نامی تحت عنوان شری سادگارو مهربابا را شرح داده بود.

## گفتمان‌ها
در طول اجتماعات اولیه حلقه و پیروان نزدیک مهربابا، او در موضوعات مختلف معنوی تعالیمی داشت. بین سال‌های ۱۹۳۸ و ۱۹۴۳، به درخواست شاهزاده نورینا ماچابلی، یکی از اولین دوستداران غربی او، مهربابا مجموعه‌ای از این گفتمان‌ها را در مجله مهربابا در چارچوب الفبایی (مختص به خودش) به رشته تحریر درآورد. این تعالیم توسط شاگردان نزدیک بابا با توجه به نکاتی که توسط وی عنوان شده بود ردنویسی شد که بسیاری از جنبه‌های زندگی معنوی را مورد ملاحظه قرار می‌داد و مسیری عملی و ساده را برای جویندگان معنویت ارائه می‌کرد. در طول آن سال‌ها، حداقل یک گفتمان (تعلیم) ماهانه در مجله چاپ می‌شد. چاکرادهار دارنیدهار دشموخ، شاگرد نزدیک مهربابا، گفتمان‌ها را گردآوری و ویرایش می‌کرد. بین سال‌های ۱۹۳۹ و ۱۹۵۴ در هند، تألیفی پنج جلدی تحت عنوان سخنان مهربابا چندین بار چاپ شد. در ۱۹۶۷ بابا شخصاً بر ویرایش و انتشار نسخه سه جلدی جدید از گفتمانها، که به عنوان ششمین ویرایش معروف شد نظارت کرد. ۷ نسخه از گفتمانها به‌طور گسترده در دسترس بود و برای اولین بار در سال ۱۹۸۷ منتشر شد (پس از مرگ بابا) و شامل تغییرات ویرایشی متعددی بود که همگی آن‌ها مورد تأیید بابا قرار نگرفته بود.

## دهه ۴۰ میلادی

### کار با مست‌ها
در دهه ۳۰ و ۴۰ میلادی، مهربابا، با گروهی از مردم که او آن‌ها را مست‌ها می‌نامید کار گسترده‌ای انجام داد، افرادی که «مست خدا بودند.» طبق گفته بابا در اصل این افراد به دلیل تجربه سحر و جادو در سطوح بالاتر معنوی، ناتوان شده بودند. اگر چه ظاهر مست‌ها ممکن است غیر منطقی یا حتی دیوانه به نظر می‌رسید ولی بابا نشان داد که وضعیت معنوی آن‌ها در واقع بسیار بالا است، و با ملاقات با آنها، به آن‌ها کمک کرد تا از نظر معنوی پیشرفت کنند و در عین از کمک‌های آن‌ها در تلاش معنوی خود نیز بهره گرفت. یکی از معروفترین این مست‌ها، معروف به محمد مست، در اردوی مهربابا در مهراباد تا زمان مرگش در سال ۲۰۰۳ زندگی می‌کرد.

## زندگی جدید
در سال ۱۹۴۹ میلادی مهربابا یک دورهٔ جدید مرموز، که آن را زندگی جدید نامیده بود شروع کرد. این دوره بسیار سخت را مهربابا با ۲۰ نفری که انتخاب کردند تا به او برای این برنامه ملحق شوند به انجام رساند. وی مقرراتی را برای آن‌ها که با او همراه بودند درست نمود. بعد او و همراهانشان تمامی املاک، پول و مسئولیتهای مادی خود را واگذار کردند و بعد به صورت ناشناس در هند به سفر پرداختند. سفری بدون پول، بدون اقامتگاه، گدایی برای غذا و اجرا نمودن دستورالعملهای بابا بر طبق برنامه جدی زندگی جدید، این افراد می‌بایست تمامی شرایط محیط و مشکلات را با روی گشاده می‌پذیرفت. افرادی که در این جریان شکست می‌خوردند، برگردانده می‌شدند. مهربابا دربارهٔ زندگی جدید نوشته‌است: این زندگی بی پایان است، و حتی پس از مرگ فیزیکی من توسط کسانی که با چشم پوشی کامل از باطل، دروغ، نفرت، خشم، حرص و آز و شهوت زندگی کرده‌اند زنده خواهد ماند و نیز کسانیکه برای به انجام رساندن همه اینها، هیچ عمل شهوانی انجام نمی‌دهند، هیچ آسیبی به کسی نمی‌زنند، غیبت نمی‌کنند، به دنبال دارایی‌های مادی یا قدرت نیستند، ادای احترام کسی را قبول نمی‌کنند، نه طمع افتخار دارند و نه طمع داشتن چیزی را و از بی‌مهری اجتناب می‌کنند، و از هیچ‌کس و هیچ چیز نمی‌ترسند؛ همان‌هایی که به‌طور کامل و تنها بر خدا تکیه می‌کنند، و همان‌هایی که خدا را صرفاً به خاطر عشق دوست دارند؛ همان‌هایی که به دوستداران خدا و تجلی واقعیت اعتقاد دارند و در عین حال در انتظار هیچ پاداش معنوی یا مادی نیستند، کسانی که اجازه نمی‌دهند حقیقت از دست برود، و بدون آنکه از فجایع ناراحت باشند و شجاعانه و از صمیم قلب و با روی باز با تمام سختی‌ها مواجه می‌شوند، و هیچ اهمیتی به طبقه، اعتقادات و مراسم مذهبی نمی‌دهند. این زندگی جدید با خودش تا ابد زندگی خواهد کرد، حتی اگر هیچ‌کس وجود نداشته باشد تا در آن زندگی کند. پس از یک دوره انزوا و روزه، مهربابا زندگی جدید را در ماه فوریه سال ۱۹۵۲ به پایان رساند. باری دیگر یک دوره از ظهور عمومی در سراسر هند و غرب آغاز شد.

## دهه ۵۰ میلادی

### تصادف اتومبیل
مهربابا رنج‌های بسیاری را در سانحه اتومبیل متقبل شد. یکی از آن‌ها در ایالت اوکلاهمای آمریکا در ۱۹۵۲ م و دیگری در ساتارای هند در سال ۱۹۵۶م بود که بعد از آخرین تصادف توان راه رفتن او به شدت محدود شد.

### اعلامیه آوتاری
در فوریه ۱۹۵۴ در مهرستانا در ایالت اوتار پرادش هند اعلام کردن که من بالاترین بالاترها هستم و برای اولین بار ادعای اوتاری خود را به صراحت اعلام نمود. در طی این دوران او بیانیه دعوت مهربابا را صادر کرد و کتاب «خدا سخن می‌گوید» برای بار اول در آمریکا چاپ گردید. در ۳۰ سپتامبر ۱۹۵۴ مهربابا بیانیه نهایی خود را داد که در آن پیش‌بینی‌های مرموز مختلفی را بیان داشت.

### بازدید نهایی از غرب
در سال ۱۹۵۶، در جریان دیدار پنجم او از ایالات متحده، بابا پیش از سفر به مرکز مهر در ساحل میرتل، در ایالت کارولینای جنوبی در هتل دلمونیکوی نیویورک ماند. در ماه ژوئیه، او به واشینگتن دی سی سفر کرد و دوستان و شاگردانی را در منزل خانم جیمز تری دوس (ایوی)، همسر معاون مدیرعامل آمریکایی عرب شرکت نفت را ملاقات کرد او پس از آن پیش از رفتن به استرالیا به کوه مهر در اوجای کالیفرنیا سفر کرد. بازدید نهایی او از ایالات متحده و استرالیا در سال ۱۹۵۸ انجام شد.

## دهه ۶۰ میلادی

### اعتکاف و گردهمایی‌های شرق و غرب
در دهه ۱۹۶۰ مهربابا به دوره‌های طولانی‌تر روزه و اعتکاف مشغول شد. در سال ۱۹۶۲ م او آخرین برنامه عمومی خود را ارائه داد. یک سری ملاقات‌ها که گردهمایی شرق و غرب (دارشان مهربابا) نامیده شد. در این ملاقات‌ها از مریدان غربی برای ملاقات کردن مندلی‌هایشان دعوت شده بود.

### مبارزه با مواد مخدر
در دهه ۱۹۶۰ که داروهای LSD و روان گردان در غرب رایج شده بود مهربابا خطاب به آن‌هایی که از این داروها استفاده می‌کردند گفت که این حالت یک حالت روحانی نیست و سودی برای آن‌ها به همراه نخواهد داشت به جز این‌که سلامتی آن‌ها را دچار مخاطره می‌کند.

### بیانه نهایی و مرگ
در ۳۱ ژانویه ۱۹۶۹ مهربابا درگذشت اما پیروان او معتقدند که او فقط بدن خود را رها کرد و در آخرین حرکات دست بیان داشت: به یاد داشته باش، من این بدن نیستم.
این روز را هوادارانشان امرتیتی (روز بی‌مرگ یا روز جاودانه) نامیدند. بدن مهربابا به مدت یک هفته درون سمادی‌اش در مهرآباد برای آن‌که عاشقانش برای آخرین بار از سراسر دنیا بتوانند بیایند و جسم او را ببینند قرار داده شد و بدنش با گل‌های رز پوشیده شده بود.
در همان سال ۱۹۶۹ در آرامگاه او (سمادی) در مهرآباد بدنش به خاک سپرده شد و این مکان به یک مکان زیارتی بین‌المللی تبدیل گشت.

## فراطبیعی (ماوراءالطبیعه)
مهم‌ترین دیدگاه فراطبیعی مهربابا در کتاب «خدا صحبت می‌کند» شرح داده شده‌است. کیهان‌شناسی او شامل مفاهیم و اصطلاحاتی از ودانتا، تصوف و مسیحیت است.
بابا مفهوم بی‌همزادی را تأیید کرد؛ دیدگاهی که می‌گوید دوگانگی یا خلقت توهم است و هدف زندگی تحقق آگاهانه یگانگی مطلق ذات خداوندی در همه موجودات جاندار و بی‌جان و همه چیز است. مهربابا خدا را به اقیانوسی بی‌نهایت و بی‌کران تشبیه می‌کند که تنها واجد الوهیتی ناخودآگاه و بی‌خود از خویشتن است. چرا که این حالت ناخودآگاهی هیچ معنایی از شناخت از خود ندارد. از این دیدگاه، خداوند می‌خواست خود را بشناسد و پرسید: «من کیستم؟» در پاسخ به این پرسش، آفرینش پدید آمد و در مقایسه، با قبل که اقیانوسی آرام و بی‌کران بود هم‌اکنون پر از تحرک، تبدیل به قطرات بی‌شماری از خود یا همان ارواح شده بود. بابا اغلب اظهار می‌داشت: «شما پاسخ همه پرسش‌های خود را در کتاب «خداوند سخن می‌گوید» پیدا خواهید کرد. کتاب را به‌طور کامل مطالعه و آن را جذب کنید.»

### تکامل و انحطاط
بر پایه گفته بابا، هر روح به دنبال آگاهی الهی به وسیله تکامل است، و این از راه تجربه قالب‌هایی در هفت قلمروی: سنگ/فلز، رُستنی‌ها، کرم، ماهی، پرنده، حیوان و انسان میسر می‌باشد. روح در هر یک از این هفت قالب (سانکاراس) تأثیراتی را می‌پذیرد و این ادراکات منجر به تکامل بیشتری می‌شود که با قالب‌های تازه و پیچیده‌تر بیان می‌شود. با هر شکل تازه، آگاهی افزایش می‌یابد تا روح قالب‌های هر هفت قلمروی تکاملی را تجربه کند و کنار بگذارد. شکل نهایی تکامل روح قالب انسانی است. تنها در شکل انسان روح می‌تواند الوهیت خود را با ورود به پیچ و خم‌ها و گرفتاری‌ها تجربه کند که به وسیله آن رفته‌رفته همه ادراکاتی را که باعث جدایی وی از خدا است از میان می‌برد.

### تناسخ و ادراک خداوند
بابا ادعا می‌کند که در قالب انسان، روح در معرض تناسخ قرار می‌گیرد، «فرایندی غیرارادی که در اثر بودن یا نبودن آگاهی رخ می‌دهد».
هدف از تناسخ فراهم کردن فرصتی برای رهایی از توهم می‌باشد. روح بارها در شرایط گوناگونی از زندگی همه تجربه‌های انسانی از جمله (زن بودن/مرد بودن، غنی بودن/فقیر بودن، قوی بودن/ضعیف بودن، و غیره) را تجربه می‌کند. از راه تجربه تضادها، سانسکاراس (ادراک) به آهستگی رشد می‌کند. مهربابا فرایند تحقق خدا را در این روش توصیف می‌کند: از جایی بیرون از ژرفای بی‌کرانِ ناگسستنیِ پرسش «من کیستم؟» پدید آمد و پاسخ پرسش این است، «من خدا هستم!» مهربابا، بهشت و جهنم را به عنوان وضعیت‌های زودگذر و واهی میان تجسدها شرح داد: وضعیت بهشت و جهنم چیزی نیستند جز حالات تجارب فشرده آگاهی روح، زمانی‌که روح از جسم جدا به‌سر می‌برد. این تجربه‌ها می‌تواند حاصل غلبه یکی از دو جزء متقابل ادراکات (بهشت و جهنم) باشد.

### استاد کامل و آواتار
بابا توضیح داد که در همه زمان‌ها بر روی زمین، پنجاه و شش تجسم روح خدا وجود دارد که از میان آن‌ها همیشه به تعداد پنج روح هستند که پنج استاد کامل عصر خود می‌باشند. هنگامی که یکی از این پنج استاد کامل می‌میرد، یکی دیگر از تجسم‌های روح خدا از میان پنجاه و شش تا بلافاصله با همان وظیفه جایگزین او می‌شود. آواتار با توجه به گفته‌های بابا، یک استاد کامل است، اولین روح حالت تجلی خدا را پیدا می‌کند. این روح، استاد کامل اصلی، یا «آن یکی دیرینه» است که هرگز تجسم را متوقف نمی‌کند. بابا اشاره داشت که این روح خاص حالت خدا را تجسم می‌کند که در آیین هندو به نام ویشنو و در تصوف به نام پروردگار نامیده شده‌است؛ یعنی حامل یا نگهدارنده حالت خدایی. با توجه به گفته‌های مهربابا آواتار هر ۷۰۰–۱۴۰۰ سال بر روی زمین ظاهر می‌شود و به وسیلهٔ پنج استاد کامل زمان به شکل انسان پایین آورده می‌شوند تا به روند حرکت در سفر بی‌پایان به سوی الوهیت کمک کند. بابا تأکید می‌کند که در زمان‌های گذشته این نقش به دست زرتشت، راماکریشنا، گوتاما بودا، عیسی و محمد به انجام رسیده‌است. بابا، آواتار را به عنوان پیمانه‌ای توصیف می‌کند که «بشر به وسیله آن می‌تواند به میزان آنچه هست و آنچه خواهد شد پی ببرد. او استاندارد ارزش‌های انسانی را از راه عبارت زندگی الهی حقیقت می‌بخشد.» بسیاری از پیروان مهربابا ادعای وی مبنی بر آواتاری را پذیرفته‌اند و گفته شده که «میلیون‌ها نفر در سراسر جهان به عنوان آواتار زمان و حضور مجسم خداوند به وی احترام می‌گذارند.»

## میراث
سفرهای بابا و آموزه‌هایش یک میراث برای پیروان و دوستداران وی در سراسر جهان به جا گذاشت. اگرچه بابا در تجمع‌های بزرگ عمومی شرکت می‌کرد، اما برای مذهب تبلیغ نمی‌کرد و اظهار می‌داشت که: «من نیاز به هیچ تبلیغ یا شهرتی ندارم.» در عوض، او پیروان خود را تشویق می‌کرد به این‌که اجازه دهید زندگی شما به خودش پیام عشق و حقیقت من به دیگران و گسترش آن تا واحد ممکن باشد. اتحادیه مهربابای آواتار که توسط مهربابا تأسیس شد و تسهیلات آرامگاه و امور زیارت را حفظ می‌کند، و ماندالی کهن را پشتیبانی می‌کند و در عین حال فعالیت‌هایی دیگر نیز دارد. با این حال، این اتحادیه به عنوان مرکز معنوی نبوده و اختیاری ندارد. پیروان مهربابا مناسک، آیین یا وظایف واجب همانند اکثر مذاهب را ندارند. پیروان بسیاری مراسم مذهبی و دعاهای خاصی را انجام می‌دهند، اما انتخاب شخصی است. بیشترین تمرکز پیروان بر روی داشتن زندگی‌ای بر اساس آنچه مهربابا آن را تأیید می‌کند است. به عنوان مثال، خودداری از استفاده از داروهای روانگردان، از جمله ماری جوانا، و تلاش برای به یاد داشتن خدا همراه با عشق. گردهمایی پیروان بابا بسیار غیررسمی و اجتماعی است. اغلب تلاش می‌شود تا برای، سالگرد مرگ بابا، و روز تولد او در آمار تبتی دور هم جمع شوند. بیشتر پیروان بابا در ۱۰ ژوئیه سکوت می‌کنند (روز سکوت) و این آن چیزی است (سکوت) که بابا در زمان حیات خود مدام از پیروانش درخواست می‌کرد.
سه دعا توسط مهربابا نوشته شده، «ای پروردگار»، «دعای توبه» و «دعای خداوند معشوق» که صبح‌ها و عصرها در سامادهی در هند و اغلب به صورت جمعی خوانده می‌شوند. پیروان بسیاری شخصاً این دعاها را روزانه تکرار می‌کنند. در مهرآباد، پیروان او تمرین روشنایی آتش دهانی بابا را در دوازدهم هر ماه انجام می‌دهند. بعد از دعای دهانی شرکت‌کنندگان شاخه‌های صندل روغن‌مالی شده را در شعله پرتاب می‌کنند که نمادی فیزیکی از محدودیت‌ها و آرزوهایی است که آن‌ها مایل به ترک کردن آن‌ها هستند. اگرچه از همان ابتدا در سال ۱۹۳۲ بابا به دلیل ارتباط با برخی از افراد مشهور زمان خود (از جمله چارلز لاگتون، تالولا بنکهد، بوریس کارلوف و دیگران) و از اظهارات توهم‌زدایانه پل برانتون (یک جستجو در راز هند، ۱۹۳۴) مورد توجه قرار گرفت، پس از سه دهه کار، بیش از همه چیز از طریق اثر «پیت تاونشند» با عنوان «او»، مورد اقبال قرار گرفت. مفاهیم فلسفه مهربابا، دائماً در آثار نویسنده کارهای کارتونی، جی ام دیماتیز، از جمله  فیت، جستجوگران اسرار، آخرین نفر و بتمن به صورت شخصیت‌هایی شبیه به بابا ظاهر شده‌است. بابی مک فرین، جایزه گرمی را در سال ۱۹۸۸ به خاطر آهنگ «نگران نباش، شاد باش» از آن خود نمود که این آهنگ الهام گرفته شده از جمله معروف بابا است که در بسیاری از پوسترها و کارت‌های وی دیده می‌شود.

## سفر به ایران
مهربابا سه بار به ایران سفر کرد یک بار در ژانویه ۱۹۲۴ با کشتی از بمبئی به بندر بوشهر رسید و به سبب بیماری همراهانش به سرعت به هند بازگشت. بار دوم در سپتامبر ۱۹۲۸ که در این سفر از شهرهای خرمشهر، دزفول، خرم‌آباد، ملایر، اصفهان، یزد، کرمان، بم و دزد آب (زاهدان) دیدن نمود. او در این سفر ملاقات‌هایی با ایرانیان داشت و مریدانی چند را جذب کرد سپس از راه زمینی و از میان راه کویری دزدآب و پس از آن به وسیله قطار به هند بازگشت. در یکم جون ۱۹۳۱ مهربابا برای سومین بازدید با قطار راهی ایران شد.

## تالیفات
کتاب‌های بسیاری از مهربابا موجود است که با تخته الفبا دیکته کرده‌است. کتاب‌هایی مثل خدا سخن می‌گوید، مقالات، در دستان خدا که در آن‌ها به مباحث عرفانی، روحانی، ماورایی و زندگی مادی پرداخته‌اند.

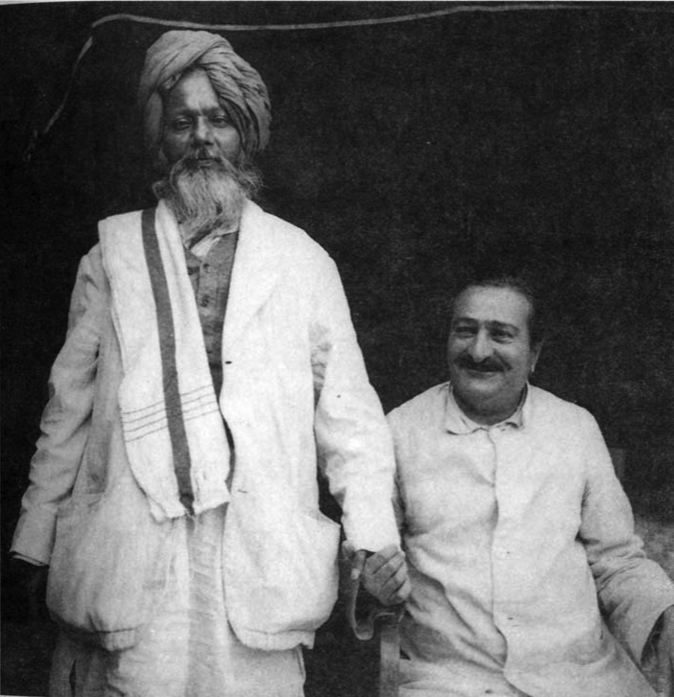
علی شاه
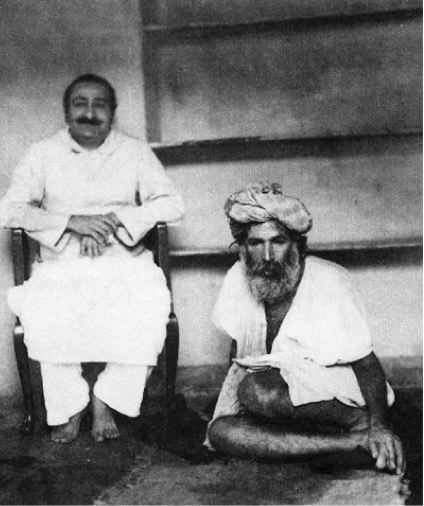
مست الهی
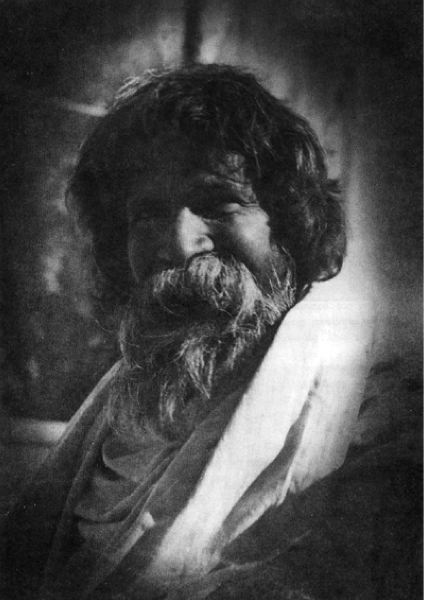
چاتی بابا